# Flight to Mars
Flight to Mars ist ein US-amerikanischer Science-Fiction-Film aus dem Jahr 1951 in Cinecolor, in dem die erste irdische Marsexpedition auf dem Roten Planeten eine aussterbende Zivilisation vorfindet. Im Gegensatz zu seinen Vorbildern Endstation Mond und Rakete Mond startet fand der Film in Westdeutschland keinen Filmverleih; eine deutsche Synchronisation ist bislang nicht erfolgt.

## Handlung
Die erste irdische Marsexpedition wird von dem Physiker Dr. Lane geleitet, die sich außerdem aus Professor Jackson, dem Ingenieur Jim Barker und dessen Assistentin Carol Stadwick zusammensetzt. Außerdem fliegt im Raumschiff der Journalist Steve Abbott mit, um exklusiv über die Reise zu berichten.
Als das irdische Raumschiff in die Anziehungskraft des Mars gerät, bricht die Funkverbindung zur Erde ab. Durch einen Meteorsturm wird der Landeapparat der Rakete beschädigt. Die Besatzung entschließt sich trotzdem zu Landung, anstatt die sichere Rückkehr zur Erde anzutreten und obwohl Jackson darauf hinweist, dass die wichtigste Aufgabe der Expedition in der reinen Datensammlung liegt. Ob die Rakete nach einer Landung neu starten kann, ist ungewiss.
Es kommt zu einer Bruchlandung in einer Schnee- und Eislandschaft, doch die Insassen der Expedition überleben unversehrt. Sie werden von einer marsianischen Delegation unter der Führung Ikrons empfangen. Die humanoiden Marsianer können mit der irdischen Besatzung auf Englisch kommunizieren. Sie leben in einer unterirdischen Stadt und ernähren sich durch Pflanzen, die in Hydrokultur gedeihen. Doch die technisch hochentwickelte Marszivilisation ist bedroht, da sie auf die Versorgung mit dem (fiktiven) Mineral Corium angewiesen ist, dessen Vorkommen jedoch bald erschöpft sein werden.
Während die irdische Besatzung auf Hilfe durch die Marsianer hofft, plant Ikron, auf der Grundlage des Raumschiffs eine eigene Raumflotte zu bauen, um den Mars zu evakuieren und die Marsianer auf der Erde anzusiedeln. Zwar ist Tillamar gegen eine Umsiedlung, doch der Rat entscheidet sich dafür. Während die Marsianerin Alita das Raumschiff repariert und dabei von Terry als Spionin des Rats überwacht wird, errät Barker, welchen Plan die Marsianer verfolgen und sabotiert den Fortgang der Reparaturarbeiten, um Zeit zu gewinnen. Alita und Barker verlieben sich ineinander und Alita beschließt, sich der Flucht der Menschen anzuschließen wie auch Tillamar, der gegen Ikron stimmte.
Zwar werden Alita und Tillamar von Terris verraten und auf Befehl des Rates verhaftet, doch gelingt es Barker, sie zu befreien. Verfolgt durch die marsianischen Wachen, gelingt ihnen die Flucht ins Raumschiff und der Rückstart zur Erde. Ob sie die Heimat erreichen, bleibt offen.

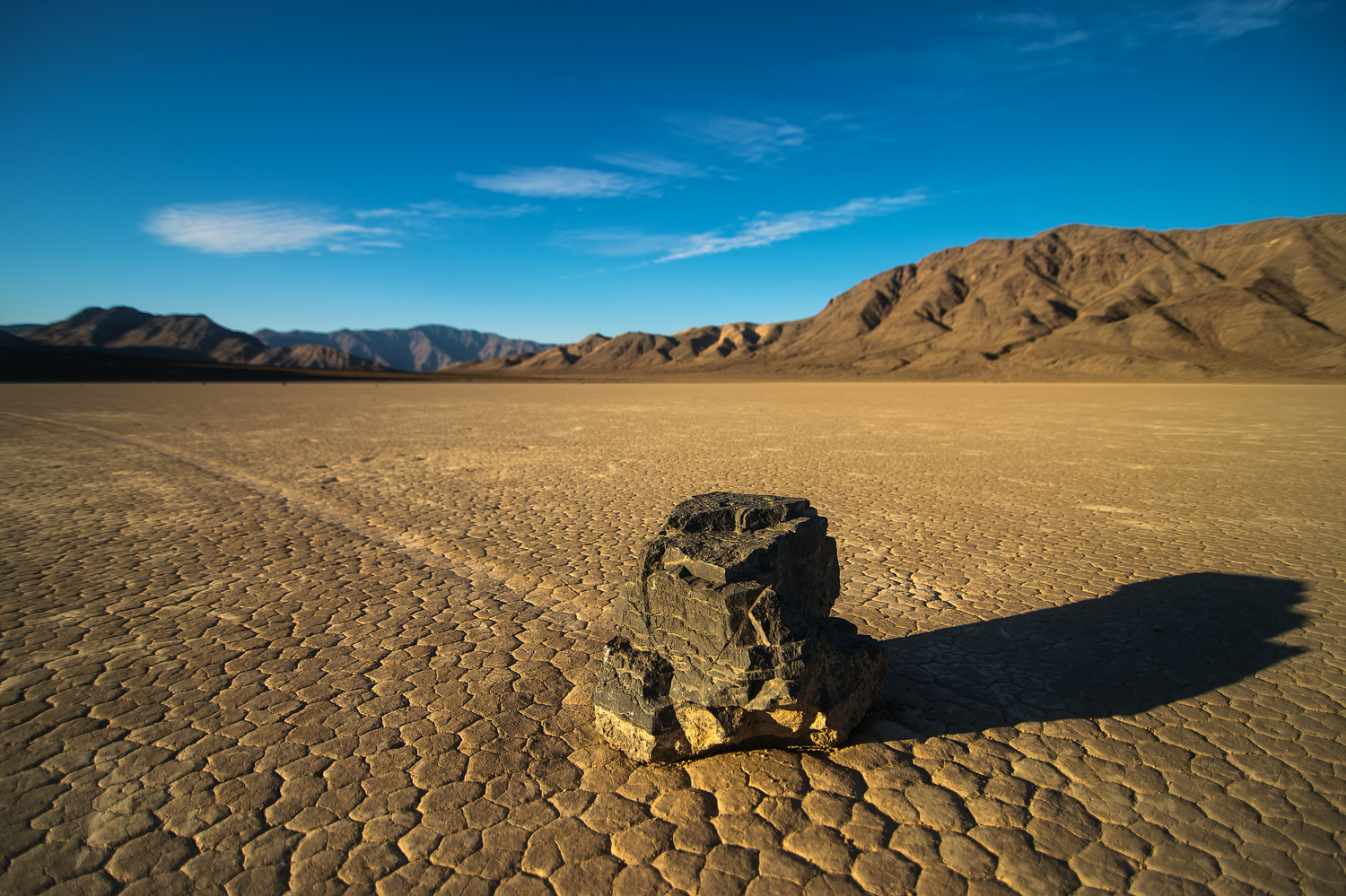
Das Death Valley ist noch heute ein beliebter Drehort für Mars-Filme

## Produktionsgeschichte und Überlieferung
Der Film wurde im Mai 1951 binnen nur fünf Tagen hauptsächlich im Death Valley gedreht. Für die Produktion wurden ausgiebig Filmsets von Rakete Mond startet genutzt. Die Filmrechte wurden nach Ablauf erneuert und liegen bei Wade Williams. Eine englischsprachige DVD erschien 2002.
Bill Warren geht davon aus, dass der Film einen direkten Bezug zu der sowjetischen Produktion Aelita von 1924 besitzt, da Drehbuchautor Strawn (Jg. 1900) den Film offensichtlich kannte und nicht von ungefähr die Figur der „Alita“ an den sowjetischen Titel angelehnt ist.

## Kritik
„… It’s doubtful FLIGHT TO MARS burned up any screens with profits. Undoubtedly planned to be a reasonably major release for the minor company Monogram – the large cast and use of color indicate this – the lethargic film that resulted wound up on the bottom half of double bills. A sequel, in which presumbaly the same crew visited Venus, was announced but was never made. FLIGHT TO MARS is one of the the least-known SF films of the 1950s, and despite its interesting design and fairly good effects, there’s no real reason it should be more famous than it is …“